# Izgon Heliodora iz templja
Izgon Heliodora iz templja je freska italijanskega renesančnega slikarja Rafaela. Naslikana je bila med letoma 1511 in 1513 kot del Rafaelovega naročila za okrasitev papeževih zasebnih prostorov s freskami, ki so danes znani kot Rafaelove stance, v Apostolski palači v Vatikanu. Nahaja se v sobi, po kateri je dobila ime, Stanza di Eliodoro.
Izgon Heliodora iz templja ponazarja svetopisemsko epizodo iz 2. knjige Makabejcev (3: 21–28). Heliodoru, sirski kralj Selevk IV. Filopator odredi zaseg zaklada, shranjenega v templju v Jeruzalemu. Kot odgovor na molitve velikega duhovnika Onia, Bog pošlje konjenika, ki sta mu pomagala dva mladostnika, da odpeljeta Heliodora ven.
Na levi je Rafaelov zavetnik papež Julij II., ki je bil iz svoje nosilnice priča prizora. Denar je bil rezerviran za vdove in sirote in duhovnik je videl in molil in Bog je poslal konjenika, da ga je odpeljal iz templja. Kompozicija je razdeljena na dve polovici, v sredini je duhovnik, ki moli, in je podoben Juliju II. Na desni je konjenik, ki se bori s Heliodorom. Menora duhovnika v središču kaže, da se ta dogodek iz Stare zaveze zgodi v sinagogi. Na levi strani so vdove in sirote v skupini, Julija II. pa prenašajo na prestol in je priča temu dogodku. Medtem ko eno sporočilo dogodka Bog ne bo dovolil, da bi kradli iz cerkve, je slika postavljena v isti stanci kot Maša v Bolseni. Zdi se, da dogodki skupaj poudarjajo prizadevanja protireformacije za poudarjanje svetosti služb, vključno z zakramenti, ki se dogajajo znotraj cerkvenih stavb. Arhitektura se primerja z Atensko šolo, čeprav so kupole v Izgonu Heliodora iz templja veliko bogatejše in pozlačene in zelo okrašene.
Delo vsebuje Rafaelov avtoportret blizu skrajne leve strani.